# Abdul Aziz bin Baaz
Abd-al-Aziz ibn Abd-Allah ibn Baaz (Arabisch: عبدالعزيز بن عبدالله بن باز) (Riyad, 21 november 1910 - Mekka, 13 mei 1999) was de moefti van Saoedi-Arabië van 1993 tot zijn dood in 1999. Hij is als moefti opgevolgd door Abdul Aziz Aal ash-Shaikh.

## Levensloop
Bin Baaz was vanaf zijn tienertijd blind. Zijn blindheid verhinderde niet dat hij uitgebreid de koran en de hadith bestudeerde en onder moslimgeleerden een gerespecteerd figuur werd. In de jaren veertig sprak hij een fatwa uit tegen ongelovigen die zich ophielden op het Arabisch schiereiland. In die jaren werkte met name veel Amerikanen in Saoedi-Arabië, waar zij meehielpen met het opzetten van een olieindustrie. Koning Abdoelaziz had juist de inkomsten daarvan hard nodig en ergerde zich aan het fatwa. Hij liet Bin Baaz gevangen zetten. Na zijn vrijlating liep Bin Baaz meer in lijn met het Saoedisch koningshuis en voorkwam hij dat zijn uitlatingen hun gezag al te direct ondermijnden.
Ondanks zijn botsing met het koningshuis bleef Bin Baaz zeer conservatief in de leer. Hij veroordeelde het roken van sigaretten, het ophangen van portretten in overheidsgebouwen en vond dat vrouwen te veel vrijheid kregen. Hij gaf leiding aan een organisatie met de naam Dawa Salafiya al Muhtasiba (in het Nederlands laat zich het beste vertalen als: Islamitische handreiking die de gebruiken van de gezellen van de Profeet volgt en met liefdadige doeleinden wordt uitgevoerd). Door deze organisatie werd overal in het land de islamitische salaf leer gepromoot.
In de jaren zeventig was Bin Baaz decaan van de Islamitische universiteit van Medina. Een van zijn leerlingen was Juhayman al-Otaybi. Juhayman was zeer radicaal in zijn interpretatie van de islam en ging nog een stap verder dan Bin Baaz. Hij moest weinig hebben van het Saoedische koningshuis. Juhayman verwierf veel aanhang en publiceerde in 1978 zijn denkbeelden. Toen de Saoedische autoriteiten daar lucht van kregen werd een groot deel van de beweging opgepakt. Juhayman ontsnapte en haalde Bin Baaz over om te bemiddelen bij de Saoedische autoriteiten. Daarop werden alle arrestanten vrijgelaten. Een jaar later gaf Juhayman leiding aan de bezetting van de Al-Masjid al-Haram. 
Na zijn periode in Medina verhuisde Bin Baaz naar de hoofdstad Riyad waar hij aan het hoofd kwam te staan van het departement van Wetenschappelijk Onderzoek en Voorlichting. Dit departement was belast met de officiële interpretatie van de islamitische wet en het uitvaardigden van fatwa's, de bindende godsdienstige adviezen voor allerlei aspecten van het leven in het koninkrijk. Bin Baaz verscheen wekelijks op televisie waar hij naast de koning zat en staatszaken besprak.
Bin Baaz gaf zijn goedkeuring aan de toelating van Amerikaanse grondtroepen op Saoedisch grondgebied tijdens de Golfoorlog van 1990-1991. Dit schokte veel radicale moslims, die zich voorgoed afkeerden van het Saoedisch koningshuis. Osama bin Laden keerde zich in zijn eerste openbare video openlijk tegen Bin Baaz en verweet hem onder andere dat hij de Oslo-akkoorden tussen de Palestijnen en Israël steunde.
Van 1993 tot 1999 was Bin Baaz de moefti van Saoedi-Arabië. Dit is de hoogste geestelijke positie in het koninkrijk.